# Rolf Sorg
Rolf Sorg är en tyskfödd entreprenör som är grundare och CEO av PM-International AG. 

## Karriär
Rolf Sorgs intresse för Direct Selling började när han studerade och ville tjäna lite extra pengar. Efter några väldigt framgångsrika år i branschen bestämde han sig för att avsluta sina studier inom maskinteknik, och fokusera helt på affärsverksamheten.
Efter att hans arbetsgivare plötsligt gick i konkurs 1993 grundade Sorg PM-Cosmetics GmbH med ett första högkvarter i Limburgerhof, Tyskland. 1994 grundades moderbolaget PM-International i Luxemburg. Under 2009 drog hans företag in 100 miljoner euro i årlig omsättning och 2016, 460 miljoner dollar i årsomsättning.
Sorg har bott i Luxemburg sedan 1998 och har luxemburgsk nationalitet. Han är gift med Vicki Sorg, som också är aktiv i företaget som välgörenhetsambassadör. Sorg är pappa till 2 barn.
2014 utsågs Sorg till en av Årets Entreprenörer av den tyska publikationen Manager Magazin.
2022 rankades hans företag som nummer 9 på Direct Selling News Global 100-rankingen.

## Utmärkelser och priser
• 2016 blev Rolf finalist i tävlingen ”Årets entreprenör” i Tyskland och Luxemburg som belönar de bästa resultaten på företagsledningsnivå, precis som 6 gånger tidigare.
• WFDSA (World Federation of Direct Selling Association): Rolf Sorg blev invald till WFDSA CEO council av sina kollegor.